# 旭丽玛诸神
《旭丽玛诸神》是西班牙工作室Numantian Games开发的电子角色扮演游戏，2014年在Microsoft Windows上发行，后又推出macOS版和Linux版。

## 玩法
《旭丽玛诸神》是回合制角色扮演游戏，地图界面采用2D等轴视图，战斗采用第一人称视角。

## 开发
《旭丽玛诸神》由西班牙独立游戏工作室Numantian Games众筹开发，采用自制引擎。2014年8月8日，游戏Steam抢先体验版推出，四个月后的11月14日游戏正式发行。
简体中文版轻语工作室通过众筹汉化。

## 评价
《旭丽玛诸神》总体评价一般，在Metacritic上的汇总得分为71%。